# Naschq

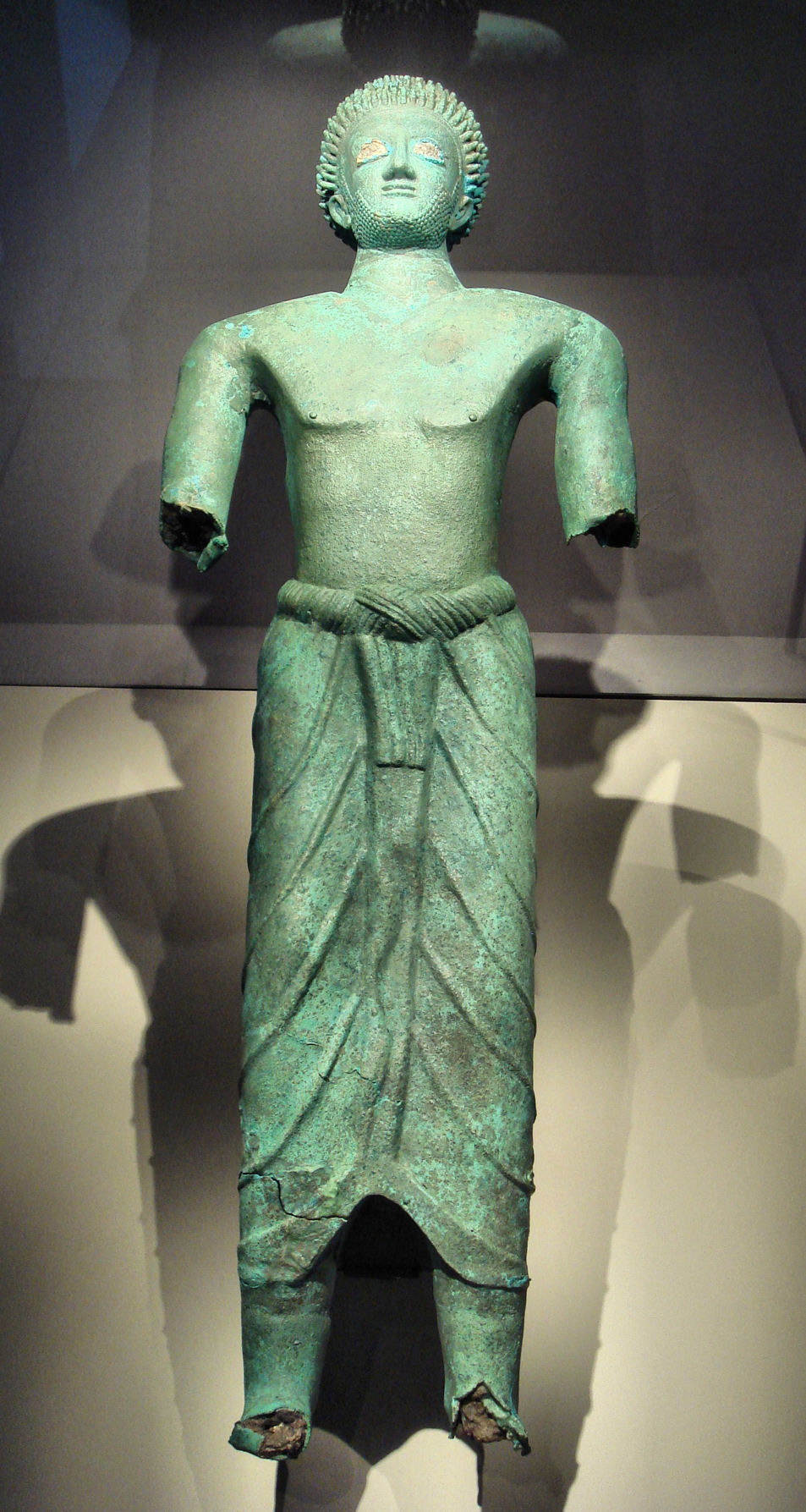
Bronzestatue, gefunden in Naschq

Naschq (altsüdarabisch ns2q-m Nas2q-um, heute البيضاء al-Baidā', DMG al-Baiḍāʾ ‚die Weiße‘) war eine altsüdarabische Stadt im heutigen Jemen. Es liegt im Nordwesten der Flussoase al-Dschauf im Bereich des antiken Königreiches Ma'in.
In der Frühzeit der altsüdarabischen Geschichte war Naschq ein selbstständiger Stadtstaat. In den Quellen wird es erstmals im ersten Tatenbericht des sabäischen Mukarribs Karib’il Watar I. (um 680 v. Chr.) erwähnt. Es wurde nach einer dreijährigen Belagerung gemeinsam mit dem benachbarten Naschān von Saba erobert und zerstört. Anschließend wurden in Naschq Sabäer angesiedelt, offensichtlich um die Kontrolle des westlichen Dschauf zu sichern. Karib'il Watars Nachfolger Sumuhu'ali Yanuf I. (Hermann von Wissmann: um 660 v. Chr., Kenneth A. Kitchen: um 470–455 v. Chr.), Karib'il Bayyin I. (Hermann von Wissmann: um 556 v. Chr., Kenneth A. Kitchen: um 415–400 v. Chr.) und Yada'il Bayyin II. (Hermann von Wissmann: um 394 v. Chr., Kenneth A. Kitchen: um 440–245 v. Chr.) unternahmen verschiedene Bauarbeiten in Naschq. Unter anderem entstand ein neuer Befestigungstyp, eine Steinmauer von etwa 1500 Metern Länge. Sie ist bis heute erhalten geblieben. Nach der Mauer in Ma'rib, war sie die erste, die im Dschauf errichtet wurde. Sie wurde rückseitig von einer zwei bis drei Meter starken Ziegelmauer getragen, hatte breite Vorsprünge und regelmäßig angeordnete Zwischenfassaden zur Gliederung des Werks. 91 Weihinschriften befinden sich an ihr.
Nachdem das im 6. Jahrhundert v. Chr. entstandene Reich Ma'in um 400 v. Chr. die Unabhängigkeit von Saba erlangt hatte, wurde Naschq zu einer unbedeutenden minäischen Stadt. Nach dem Ende Ma'ins und der Wiedereingliederung in das sabäische Reich im 1. Jahrhundert v. Chr. erhielt Naschq wieder seinen alten Status. Wann Naschq verlassen wurde, ist bislang auf Grund des Mangels an archäologischen Forschungen noch nicht geklärt.